# Diceratocephala boschmai
Diceratocephala, Diceratocephalinae
Sous-famille
Genre
Espèce
Diceratocephala boschmai, unique représentant du genre Diceratocephala et de la sous-famille des Diceratocephalinae, est une espèce de vers plats d'eau douce de la famille des Temnocephalidae.

## Écologie et comportement
L'unique espèce de Diceratocephalinae, Diceratocephala boschmai, est un commensal de l'écrevisse Cherax quadricarinatus. Le ver dépose ses œufs sur la carapace de l'écrevisse. Les œufs donnent naissance à des adultes qui restent également attachés à l'hôte aux côtés des œufs.
Les exportations d'écrevisses ont ainsi assuré une expansion mondiale de Diceratocephala, qui se retrouve en Asie, Amérique et Europe. Cette diffusion génère une menace majeure pour la biodiversité en envahissant les niches écologiques d'autres écrevisses.

## Systématique
Les noms valides complets (avec auteur) de ces taxons sont :
- pour la sous-famille : Diceratocephalinae Joffe, Cannon & Schockaert, 1998 ;
- pour l'unique genre de la famille : Diceratocephala Baer, 1953 ;
- pour l'unique espèce du genre : Diceratocephala boschmai Baer, 1953.

### Synonymes
Le taxon appelé aujourd'hui Diceratocephalinae était autrefois classé au rang de famille sous le nom de famille des Diceratocephalidae Joffe, Cannon & Schockaert, 1998. Ce nom est un synonyme non accepté, et de plus, un homonyme de Diceratocephalidae Lu (d), 1954, une famille de trilobites (fossiles).

### Reclassements
D'après World Register of Marine Species (4 janvier 2024), le genre Decadidymus Cannon, 1991, anciennement dans la famille des Diceratocephalidae, a été reclassé dans une sous-famille spécifique, les Decadidyminae.

### Publication originale pour les Diceratocephalinae
(en) Boris I. Joffe, Lester Robert Glen Cannon & Ernest Raymond Schockaert, « On the phylogeny of families and genera within the Temnocephalida », Hydrobiologia, vol. 383, 1998, p. 263-268